# Savona Foot-Ball Club 1968-1969
Questa voce raccoglie le informazioni riguardanti il Savona Foot-Ball Club nelle competizioni ufficiali della stagione 1968-1969.

## Rosa
| N. |                   | Ruolo | Calciatore          |
| -- | ----------------- | ----- | ------------------- |
|    | Italia (bandiera) |       | Aimone              |
|    | Italia (bandiera) | D     | Aldo Anzuini        |
|    | Italia (bandiera) | C     | Isidoro Artico      |
|    | Italia (bandiera) | C     | Lorenzo Barlassina  |
|    | Italia (bandiera) | D     | Sergio Budicin      |
|    | Italia (bandiera) | D     | Francesco Canepa    |
|    | Italia (bandiera) | A     | Stefano Dal Monte   |
|    | Italia (bandiera) |       | De Rizzo            |
|    | Italia (bandiera) | A     | Carlo Di Cristofaro |
|    | Italia (bandiera) | A     | Mario Dotelli       |
|    | Italia (bandiera) | P     | Italo Ghizzardi     |
|    | Italia (bandiera) | C     | Franco Massucco     |

| N. |                   | Ruolo | Calciatore         |
| -- | ----------------- | ----- | ------------------ |
|    | Italia (bandiera) | A     | Gianni Merlano     |
|    | Italia (bandiera) | D     | Paolo Mialich      |
|    | Italia (bandiera) | C     | Pietro Natta       |
|    | Italia (bandiera) | D     | Giuliano Pardini   |
|    | Italia (bandiera) | A     | Angelo Pochissimo  |
|    | Italia (bandiera) | D     | Carlo Pozzi        |
|    | Italia (bandiera) | A     | Raffaello Restelli |
|    | Italia (bandiera) | C     | Gian Luigi Rizzi   |
|    | Italia (bandiera) | C     | Marco Rossi        |
|    | Italia (bandiera) | D     | Osvaldo Verdi      |
|    | Italia (bandiera) | C     | Andreej Zuczkowski |